# 名倉村 (愛知県)
名倉村（なぐらむら）は、愛知県北設楽郡にかつて存在した村。
現在の設楽町北部に該当する。
矢作川の支流（名倉川）の上流の山間部の村であった。

## 歴史
- 江戸時代、この地域は三河国設楽郡であり、天領、寺社領などであった。
- 1878年（明治11年）7月22日 - 郡区町村編制法施行に伴い、設楽郡が南設楽郡と北設楽郡に分割される。
- 1878年（明治11年） -
  - 清水村、川口村、貝津田村、湯谷村、久原村、松本村、寺脇村、神子谷下村、市ノ瀬村、社脇村、万場村、猪之沢村、大久保村、大桑村、大平村、宇連村が合併し、納庫村となる。
- 1885年（明治17年） - 納庫村が東納庫村[2]と西納庫村[3]に分立する。
- 1889年（明治22年）10月1日 - 東納庫村、西納庫村、大名倉村、川向村が合併し、名倉村となる。
- 1956年（昭和31年）9月30日 - 田口町、段嶺村、名倉村、振草村の一部が合併し、設楽町となる。

## 教育
- 名倉村立名倉小学校（現・設楽町立名倉小学校）
- 名倉村立名倉小学校清水分校（1964年廃校）
- 名倉村立名倉小学校駒ケ原分校（1976年廃校）
- 名倉村立川向小学校（1965年田口小学校へ統合）
- 名倉村立名倉中学校（2001年に田口中学校、清嶺中学校と統合。現・設楽町立設楽中学校）

## 神社・仏閣
- 八幡神社
- 大蔵寺